# Wólka Kawęcka
Wólka Kawęcka [pronunciación en polaco: /ˈvulka kaˈvɛnt͡ska/] es un pueblo ubicado en el distrito administrativo de Gmina Sobków, dentro del Condado de Jędrzejów, Voivodato de Świętokrzyskie, en el sur de Polonia central. Se encuentra aproximadamente a 3 kilómetros al oeste de Sobków, a 12 kilómetros al noreste de Jędrzejów, y a 25 kilómetros al suroeste de la capital regional Kielce.